# 13 stolar (film, 1938)
13 stolar är en österrikisk komedifilm från 1938 i regi av E.W. Emo, baserad på den ryska pjäsen Tolv stolar av Ilja Ilf och Jevgenij Petrov. Pjäsen filmatiserades även i Sverige 1945 (13 stolar).

## Handling
Frisören Felix Rabe ärver tretton gamla stolar av sin faster Barbara som han besviket lämnar över till antikhandlaren Alois Hofbaur. När Rabe får veta att 100 000 mark är gömda i en av dem har Hofbaur redan sålt dem. De båda ger sig ut på en vild jakt för att återfinna stolarna.

## Rollista
- Heinz Rühmann – Felix Rabe
- Hans Moser – Alois Hofbauer
- Inge List – Lilly Walter
- Menta Egies – väninnan
- Annie Rosar – Karoline
- Hedwig Bleibtreu – översystern
- Rudolf Carl – portier
- Alfred Neugebauer – Eberhardt (ej krediterad)